# Anastrepha zenildae
Anastrepha zenildae är en tvåvingeart som beskrevs av Zucchi 1979. Anastrepha zenildae ingår i släktet Anastrepha och familjen borrflugor. Inga underarter finns listade i Catalogue of Life.